# Survivor Series
Survivor Series – cykl corocznych gal profesjonalnego wrestlingu produkowanych co listopad przez federację WWE i nadawanych w systemie pay-per-view oraz na WWE Network. Survivor Series należy do cyklu gal „wielkiej piątki”, czyli uznawanych przez WWE jako pięć największych gal pay-per-view w roku (wraz z Royal Rumble, WrestleManią, Money in the Bank i SummerSlam). Survivor Series jest drugim najdłużej prowadzonym cyklem gal pay-per-view w historii WWE, ustępuje jedynie WrestleManii.

## Oryginalny koncept

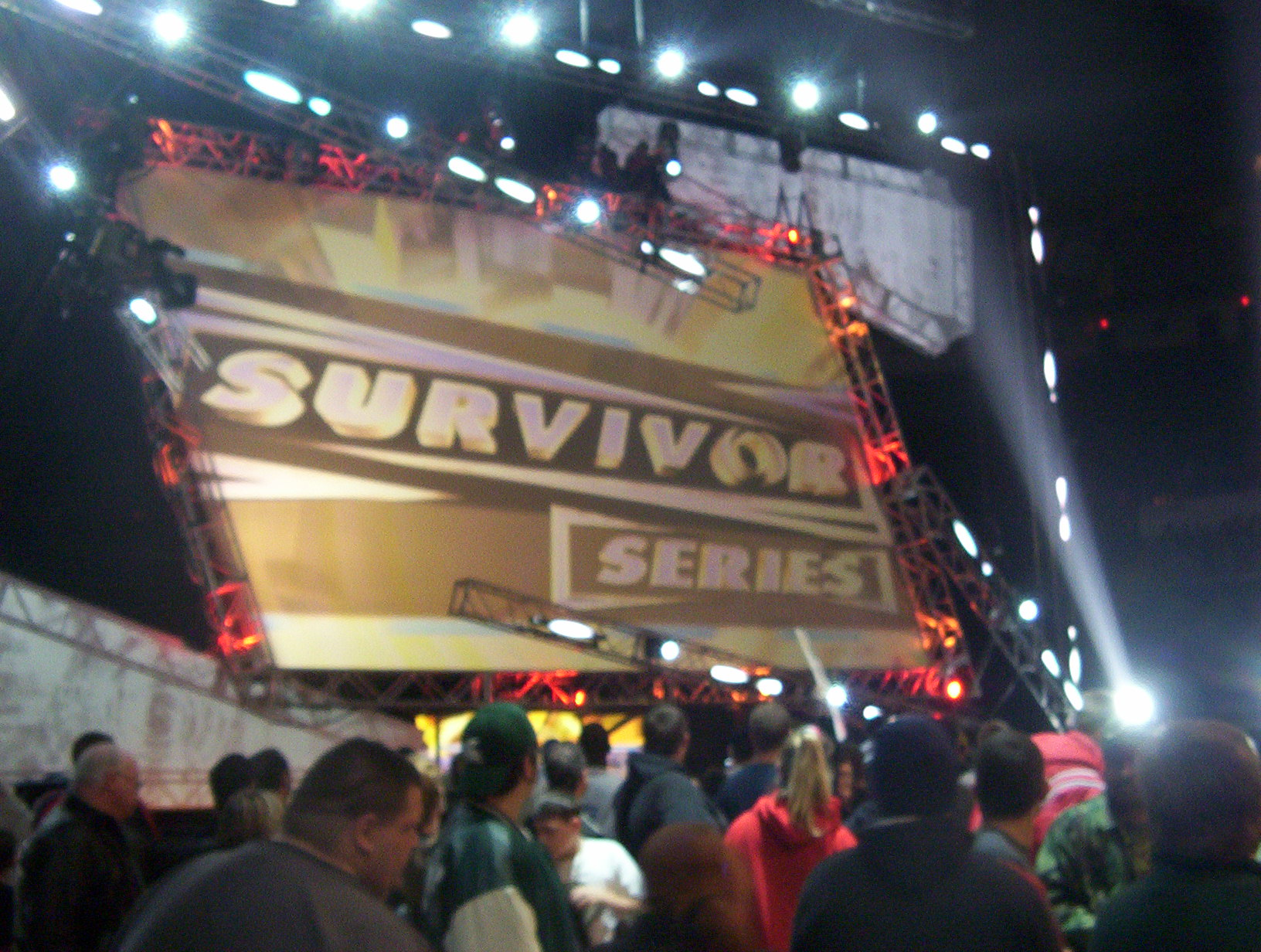
Wygląd scenografii gali Survivor Series 2005.

Oryginalnym konceptem Survivor Series było skupienie się na drużynowym wrestlingu. Innym przyczyniającym się do narodzin Survivor Series czynnikiem była rywalizacja pomiędzy Hulkiem Hoganem i André the Giantem, którzy walczyli przeciwko sobie na WrestleManii III. Pomysłem było zjednoczenie się wrestlerów występujących jako face’owie (ulubieńcy publiczności) w walce wieloosobowej przeciwko heelom (czarnym charakterom).
Survivor Series było oryginalnie kreowane jako „tradycja dnia dziękczynienia”; pierwsze cztery gale miały miejsce w ów dzień w listopadzie. Później jednak zrezygnowano z tego pomysłu i – na wzór innych gal pay-per-view tejże federacji – przeniesiono produkcję na niedzielę.
Gala z 1997 jest sławna z powodu oszustwa w walce wieczoru, która jest nazywana mianem „Montreal Screwjob”. Rok później przewodni typ walk wyjątkowo się nie odbył na rzecz turnieju eliminacyjnego o WWF Championship. Podczas gali z 2002 zadebiutował Elimination Chamber match.
11 lutego 2010 WWE ogłosiło porzucenie i zastąpienie Survivor Series innym cyklem gal. Cztery miesiące później, Survivor Series zostało przywrócone do kalendarza gal pay-per-view.

## Survivor Series elimination match
Gala jest głównie znana z odbywania się na niej tag-team elimination matchów, zwykle prezentując drużyny po cztery lub pięć wrestlerów. Owe walki są określane jako „Survivor Series elimination Match”. Eliminacja jednego zawodnika polega na jego przypięciu, jego poddaniu, lub jego dyskwalifikacji. Zwycięża drużyna, która wyeliminuje z walki wszystkich uczestników przeciwnej drużyny. WWF oferowało wcześniej kilka „elimination” tag team matchów na początku 1987, aczkolwiek z trzy-osobowymi drużynami, w skład których wrestlerzy nie mieli powiązania rywalizacyjnego pomiędzy sobą. Na gali z 1992 odbył się wyjątkowo tylko jeden tag team elimination match.

## Lista gal
| Gala                                               | Lokalizacja                           | Arena                    | Główne walki |
| -------------------------------------------------- | ------------------------------------- | ------------------------ | --- |
| Survivor Series (1987) 26 listopada 1987           | Richfield, Ohio                       | Richfield Coliseum       | André the Giant, One Man Gang, King Kong Bundy, Butch Reed i Rick Rude vs. Hulk Hogan, Paul Orndorff, Don Muraco, Ken Patera i Bam Bam Bigelow 5-on-5 Survivor Series elimination match                                        |
| Survivor Series (1988) 24 listopada 1988           | Richfield, Ohio                       | Richfield Coliseum       | The Mega Powers (Hulk Hogan i Randy Savage), Hercules, Koko B. Ware i Hillbilly Jim vs. The Twin Towers (Akeem i The Big Boss Man), Ted DiBiase, Haku i The Red Rooster 5-on-5 Survivor Series elimination match               |
| Survivor Series (1989) 23 listopada 1989           | Rosemont, Illinois                    | Rosemont Horizon         | The Ultimate Warriors (The Ultimate Warrior, The Rockers (Shawn Michaels i Marty Jannetty) i Jim Neidhart) vs. The Heenan Family (Bobby Heenan, André the Giant, Haku i Arn Anderson) 4-on-4 Survivor Series elimination match |
| Survivor Series (1990) 22 listopada 1990           | Hartford, Connecticut                 | Hartford Civic Center    | Hulk Hogan, The Ultimate Warrior i Tito Santana vs. Ted DiBiase, Rick Martel, The Warlord i Power and Glory (Hercules i Paul Roma) 3-on-5 „Grand Finale” Survivor Series elimination match                                     |
| Survivor Series (1991) 27 listopada 1991           | Detroit, Michigan                     | Joe Louis Arena          | Big Boss Man i The Legion of Doom (Animal i Hawk) vs. Irwin R. Schyster i The Natural Disasters (Earthquake i Typhoon) 3-on-3 Survivor Series elimination match                                                                |
| Survivor Series (1992) 25 listopada 1992           | Richfield, Ohio                       | Richfield Coliseum       | Bret Hart (c) vs. Shawn Michaels Singles match o WWF Championship |
| Survivor Series (1993) 24 listopada 1993           | Boston, Massachusetts                 | Boston Garden            | The All-Americans (Lex Luger, The Undertaker, Rick Steiner i Scott Steiner) vs. The Foreign Fanatics (Yokozuna, Crush, Ludvig Borga i Quebecer Jacques) 4-on-4 Survivor Series elimination match                               |
| Survivor Series (1994) 23 listopada 1994           | San Antonio, Teksas                   | Freeman Coliseum         | The Undertaker vs. Yokozuna Casket match |
| Survivor Series (1995) 19 listopada 1995           | Landover, Maryland                    | USAir Arena              | Diesel (c) vs. Bret Hart No Disqualification match o WWF Championship |
| Survivor Series (1996) 17 listopada 1996           | Nowy Jork, Nowy Jork                  | Madison Square Garden    | Shawn Michaels (c) vs. Sycho Sid Singles match o WWF Championship |
| Survivor Series (1997) 9 listopada 1997            | Montreal, Quebec                      | Molson Centre            | Bret Hart (c) vs. Shawn Michaels Singles match o WWF Championship |
| Survivor Series (1998) 15 listopada 1998           | Saint Louis, Missouri                 | Kiel Center              | The Rock vs. Mankind Finał turnieju „Deadly Games” o zwakowany WWF Championship |
| Survivor Series (1999) 14 listopada 1999           | Detroit, Michigan                     | Joe Louis Arena          | Triple H (c) vs. Big Show vs. The Rock Triple Threat match o WWF Championship |
| Survivor Series (2000) 19 listopada 2000           | Tampa, Floryda                        | Ice Palace               | Stone Cold Steve Austin vs. Triple H No Disqualification match |
| Survivor Series (2001) 18 listopada 2001           | Greensboro, Karolina Północna         | Greensboro Coliseum      | Drużyna WWF (The Rock, Chris Jericho, The Undertaker, Kane i Big Show) vs. drużyna Alliance (Stone Cold Steve Austin, Rob Van Dam, Kurt Angle, Booker T, i Shane McMahon) 5-on-5 Survivor Series elimination match             |
| Survivor Series (2002) 17 listopada 2002           | Nowy Jork, Nowy Jork                  | Madison Square Garden    | Triple H (c) vs. Shawn Michaels vs. Chris Jericho vs. Kane vs. Rob Van Dam vs. Booker T Elimination Chamber match o World Heavyweight Championship                                                                             |
| Survivor Series (2003) 16 listopada 2003           | Dallas, Teksas                        | American Airlines Center | Goldberg (c) vs. Triple H Singles match o World Heavyweight Championship |
| Survivor Series (2004) 14 listopada 2004           | Cleveland, Ohio                       | Gund Arena               | Randy Orton, Chris Benoit, Chris Jericho i Maven vs. Team Triple H Triple H, Edge, Batista i Snitsky 4-on-4 Survivor Series elimination match                                                                                  |
| Survivor Series (2005) 27 listopada 2005           | Detroit, Michigan                     | Joe Louis Arena          | Drużyna Raw (Shawn Michaels, Kane, Big Show, Carlito i Chris Masters) vs. Drużyna SmackDown! (Batista, Rey Mysterio, John „Bradshaw” Layfield, Bobby Lashley i Randy Orton) 5-on-5 Survivor Series elimination match           |
| Survivor Series (2006) 26 listopada 2006           | Filadelfia, Pensylwania               | Wachovia Center          | King Booker (c) vs. Batista Singles match o World Heavyweight Championship |
| Survivor Series (2007) 18 listopada 2007           | Miami, Floryda                        | American Airlines Arena  | Batista (c) vs. The Undertaker Hell in a Cell match o World Heavyweight Championship |
| Survivor Series (2008) 23 listopada 2008           | Boston, Massachusetts                 | TD Banknorth Garden      | Chris Jericho (c) vs. John Cena Singles match o World Heavyweight Championship |
| Survivor Series (2009) 22 listopada 2009           | Waszyngton                            | Verizon Center           | John Cena (c) vs. Triple H vs. Shawn Michaels Triple Threat match o WWE Championship |
| Survivor Series (2010) 21 listopada 2010           | Miami, Floryda                        | American Airlines Arena  | Randy Orton (c) vs. Wade Barrett Singles match o WWE Championship |
| Survivor Series (2011) 20 listopada 2011           | Nowy Jork, Nowy Jork                  | Madison Square Garden    | The Rock i John Cena vs. Awesome Truth (The Miz i R-Truth) Tag Team match |
| Survivor Series (2012) 18 listopada 2012           | Indianapolis, Indiana                 | Bankers Life Fieldhouse  | CM Punk (c) vs. John Cena vs. Ryback Triple Threat match o WWE Championship |
| Survivor Series (2013) 24 listopada 2013           | Boston, Massachusetts                 | TD Garden                | Randy Orton (c) vs. Big Show Singles match o WWE Championship |
| Survivor Series (2014) 23 listopada 2014           | Saint Louis, Missouri                 | Scottrade Center         | Team Cena (John Cena, Dolph Ziggler, Big Show, Erick Rowan i Ryback) vs. Team Authority (Seth Rollins, Kane, Mark Henry, Rusev i Luke Harper) 5-on-5 Survivor Series elimination match                                         |
| Survivor Series (2015) 22 listopada 2015           | Atlanta, Georgia                      | Philips Arena            | Roman Reigns (c) vs. Sheamus Singles match o WWE World Heavyweight Championship |
| Survivor Series (2016) 20 listopada 2016           | Toronto, Ontario, Kanada              | Air Canada Centre        | Brock Lesnar vs. Goldberg Singles match |
| Survivor Series (2017) 19 listopada 2017           | Houston, Teksas                       | Toyota Center            | Drużyna Raw (Kurt Angle, Braun Strowman, Finn Bálor, Samoa Joe i Triple H) vs. Drużyna SmackDown (Shane McMahon, Randy Orton, Bobby Roode, Shinsuke Nakamura i John Cena) 5-on-5 Survivor Series elimination match             |
| Survivor Series (2018) 18 listopada 2018           | Los Angeles, Kalifornia               | Staples Center           | Brock Lesnar vs. Daniel Bryan Singles match |
| Survivor Series (2019) 24 listopada 2019           | Rosemont, Illinois                    | Allstate Arena           | Bayley vs. Becky Lynch vs. Shayna Baszler Triple Threat match |
| Survivor Series (2020) 22 listopada 2020           | Orlando, Floryda                      | Amway Center             | Drew McIntyre vs. Roman Reigns Singles match |
| Survivor Series (2021) 21 listopada 2021           | Brooklyn, Nowy Jork                   | Barclays Center          | Big E vs. Roman Reigns Singles match |
| Survivor Series: WarGames (2022) 26 listopada 2022 | Boston, Massachusetts                 | TD Garden                | The Brawling Brutes (Sheamus, Ridge Holland i Butch), Drew McIntyre i Kevin Owens vs. The Bloodline (Roman Reigns, Solo Sikoa, Sami Zayn i The Usos (Jey Uso i Jimmy Uso)) WarGames match                                      |
| Survivor Series: WarGames (2023) 25 listopada 2023 | Rosemont, Illinois                    | Allstate Arena           | Seth „Freakin” Rollins, Cody Rhodes, Jey Uso, Sami Zayn i Randy Orton vs. The Judgment Day (Finn Bálor, Damian Priest, „Dirty” Dominik Mysterio i JD McDonagh) i Drew McIntyre WarGames match                                  |
| Survivor Series: WarGames (2024) 30 listopada 2024 | Vancouver, Kolumbia Brytyjska, Kanada | Rogers Arena             | Roman Reigns, The Usos (Jey Uso i Jimmy Uso), Sami Zayn i CM Punk vs. The Bloodline (Solo Sikoa, Jacob Fatu, Tama Tonga i Tonga Loa) i Bronson Reed WarGames match                                                             |
| Survivor Series: WarGames (2025) 29 listopada 2025 | San Diego, Kalifornia                 | Petco Park               | TBD |

## Wydania DVD
- WWE Home Video wypuściło The Survivor Series Anthology 1987-91 & 1992-96 (Vol 1&2) na DVD 3 listopada 2009[2].